# Mazda B360
1961 präsentierte Toyo Kogyo heute Mazda  den Mazda B360 erstmals auf dem japanischen Markt. Hierbei handelte es sich um einen Kleintransporter der auf Basis des ersten Mazda Pkw Mazda R360 entstand. 1966 erhielt das Fahrzeug ein Facelift und wurde schließlich 1968 durch den Mazda Porter ersetzt.

## Mazda B360 1961–1968
Gegenüber dem Mazda R360 verfügte er als Kombi über vier Sitze, hatte jedoch ebenfalls nur zwei Türen. Neben dem Kastenwagen gab es auch einen in Japan LKW genannten Pickup mit oder ohne Aufbau. Mit dem R360 teilte sich der B360 auch den 356 cm³ luftgekühlten Zwei-Zylinder OHV 4-Takt Benzinmotor mit in diesem Modell 13 PS (9,5 kW) Leistung. Dieser trieb mittels eines 4-Gang-Schaltgetriebes oder optional auch eines 2-Stufen-Automatikgetriebes mit Drehmomentwandler die Hinterräder an.
Im September 1963 gab es eine kleine Überarbeitung, wobei im Wesentlichen der Motor DA hervorstechend war.
Dieser war gegenüber zum Vorgänger auf 358 cm³ gewachsen und nun mit Wasserkühlung erreichte er 20 PS (15 kW) Leistung.

## Mazda B600 1962–1968
Beim B600 handelte es sich um das Exportmodell, das eine 577 cm³ luftgekühlte Version OHV Motor hatte. 1964 wurde auch dieser Motor auf Wasserkühlung umgestellt, wuchs auf 596 cm³ und leistere 35 PS (26 kW). Der B600 wurde in Japan nicht verkauft.

## Produktion Burma seit 1973
Bereits die Mazda T-Serie und ihre Vorgänger wurden neben anderen Ländern nach Burma exportiert. Ebenso geschah dies auch beim B600.
Nach dem Ende der Produktion der T-Serie veräußerte Mazda 1973 die Produktionsanlagen dieser und des Mazda B360/600 an das staatliche Unternehmen  Myanmar Automobil- und Dieselmotoren Industries Ltd. abgekürzt MADI. Dort werden diese Modelle seither lokal produziert.

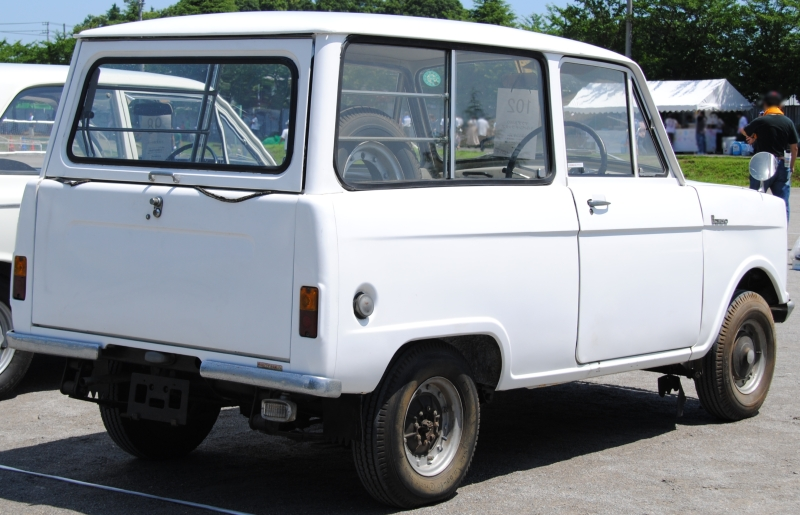
Heckansicht
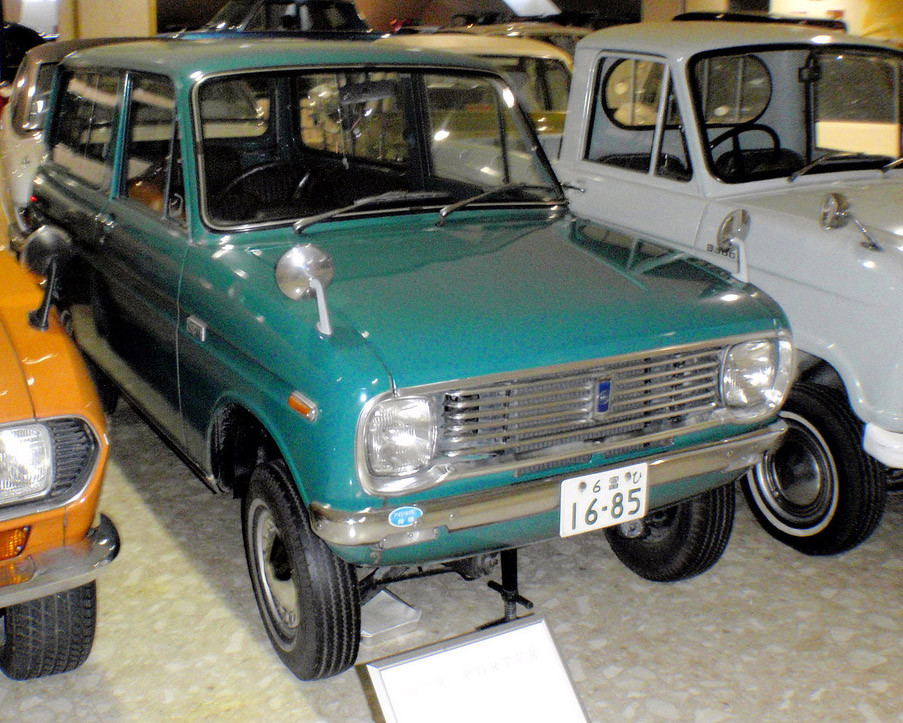
Faceliftmodell